# UEFA Champions League 2005–06
UEFA Champions League 2005–06 là mùa giải thứ 51 của giải đấu bóng đá vô địch các câu lạc bộ của UEFA, với tên UEFA Champions League và là lần thứ 14 kể từ khi nó được đổi tên lại từ Cúp châu Âu vào năm 1992. 74 đội từ 50 hiệp hội bóng đá đã tham gia, bắt đầu từ vòng loại đầu tiên diễn ra vào ngày 12 tháng 7 năm 2005.
Giải đấu kết thúc với trận chung kết giữa Arsenal và Barcelona tại sân vận động Stade de France, Paris, vào ngày 17 tháng 5 năm 2006. Barcelona thắng 2-1 với bàn thắng muộn của Juliano Belletti. Arsenal đã dẫn trước thông qua bàn đánh đầu của Sol Campbell ở phút 37, dù cho thủ môn Jens Lehmann bị đuổi khỏi sân từ phút 18. Samuel Eto'o đưa Barcelona trở lại cân bằng ở phút 76 trước khi Belletti ghi bàn ấn định tỷ số năm phút sau đó.
Đương kim vô địch Liverpool bị Benfica loại trong vòng knock out.